# In Silico
In Silico é o segundo álbum da banda australiana de drum'n'bass Pendulum. Foi lançado em 2008 e apresenta uma mudança em relação ao primeiro álbum Hold Your Colour, possuindo maiores influências de rock e eletrônica.

## Lista de faixas
| Música                | Duração | Compositor |
| --------------------- | ------- | ---------- |
| 1. Showdown           | 5:27    | Rob Swire  |
| 2. Different          | 5:51    | Rob Swire  |
| 3. Propane Nightmares | 5:12    | Rob Swire  |
| 4. Visions            | 5:35    | Rob Swire  |
| 5. Midnight Runner    | 6:54    | Rob Swire  |
| 6. The Other Side     | 5:15    | Rob Swire  |
| 7. Mutiny             | 5:09    | Rob Swire  |
| 8. 9,000 Miles        | 6:25    | Rob Swire  |
| 9. Granite            | 4:41    | Rob Swire  |
| 10. The Tempest       | 7:26    | Rob Swire  |